# Алмаатинка
Алмаати́нка (каз. Алматы) — упразднённое село в Абайском районе Карагандинской области Казахстана. Ликвидировано в 2007 году. Входило в состав Жартасского сельского округа.

## Население
В 1999 году население села составляло 41 человек (22 мужчины и 19 женщин).